# Eptesicus isabellinus
Eptesicus isabellinus (пергач ізабельний) — вид рукокрилих ссавців із родини лиликових (Vespertilionidae).

## Морфологічна характеристика
Довжина передпліччя 51 мм, задня лапа 11.6–11.8 мм. У нього довге шовковисте волосся на спині, окремі волоски довжиною 8 мм. Внутрішній край вуха опуклий; вуха закруглені на кінчиках. Козелок на кінчику тупий. Лапи великі з коричневими кігтями і волохатими пальцями. Волоски на череві коротші, 6 мм у довжину. Його можна відрізнити від близькоспорідненого кажана Eptesicus serotinus за жовтувато-коричневим хутром, яке набагато світліше, ніж у E. serotinus.

## Середовище проживання
Проживає на теплішій, південній частині Іберійського півострова (Португалія, Іспанія, Гібралтар) та на африканському узбережжі Середземного моря (Марокко, Алжир, Туніс, Лівія). Іберійське та марокканське населення здається досить близьким генетично, що свідчить про недавні контакти через Гібралтарську протоку.
Цей вид використовує в основному тріщини в скелях як природні місця для відпочинку. Це дозволило цьому кажану часто використовувати містки та інші подібні споруди, створені людиною. Це екологічно пластичний вид, який трапляється в різноманітних місцях проживання від напівпустель до помірних і субтропічних сухих лісів, чагарникових угідь середземноморського типу, сільськогосподарських угідь та приміських районів.

## Спосіб життя
Улюблені райони годівлі включають пасовища, відкриті узлісся, сади та лісові райони. Це загальний трофічний вид, який харчується різними ресурсами від жуків до метеликів і мух. Більшість пологових колоній (від 20 до 100 самиць) трапляються в людських спорудах і будівлях і, природно, у тріщинах скель. Це осілий вид з річними переміщеннями менше 40 км.

## Загрози й охорона
Серйозні загрози не відомі. Здається, не потрібно особливих дій, щоб гарантувати майбутнє виду.

## Назва
Видовий епітет isabellinus є латинським терміном для ізабеліну, що означає блідо-жовтий колір. У своєму початковому описі виду Темік описав колір волосяного покриву як «гарний відтінок ізабели».